# 千斤頂
千斤頂，又稱鐵人，一種應用螺旋機制來架高重物的工具。有很多型式與種類，有帕斯卡原理的油壓千斤頂、利用螺紋的螺旋千斤頂和利用齒條與齒輪的齒條驅動千斤頂
。最常用的是車用千斤頂。常用於修理汽车底盤或替換輪胎時使用。千斤頂通常以其能舉起的最大重量做標示（例如1.5噸）。機械千斤頂採用螺紋來提升重型設備，液壓千斤頂使用液壓動力來提升重型設備。工業千斤頂的額定功率可達數噸。

## 螺旋千斤頂
螺旋千斤頂，是應用螺紋原理機械裝置，主要用於從建築物的地基上進行維修或結構搬遷。使用一系列的千斤頂，然後木制臨時支撐結構。重複這個過程直到達到所需的高度。螺旋千斤頂可用於吊裝已安裝或安裝新結構梁的梁。在千斤頂的頂部是一個鑄鐵圓形墊，頂升柱放在上面。該襯墊獨立於螺旋千斤頂移動，因此它不會隨著金屬杆轉動尖端螺紋杆而轉動。

### 縮放式螺旋千斤頂

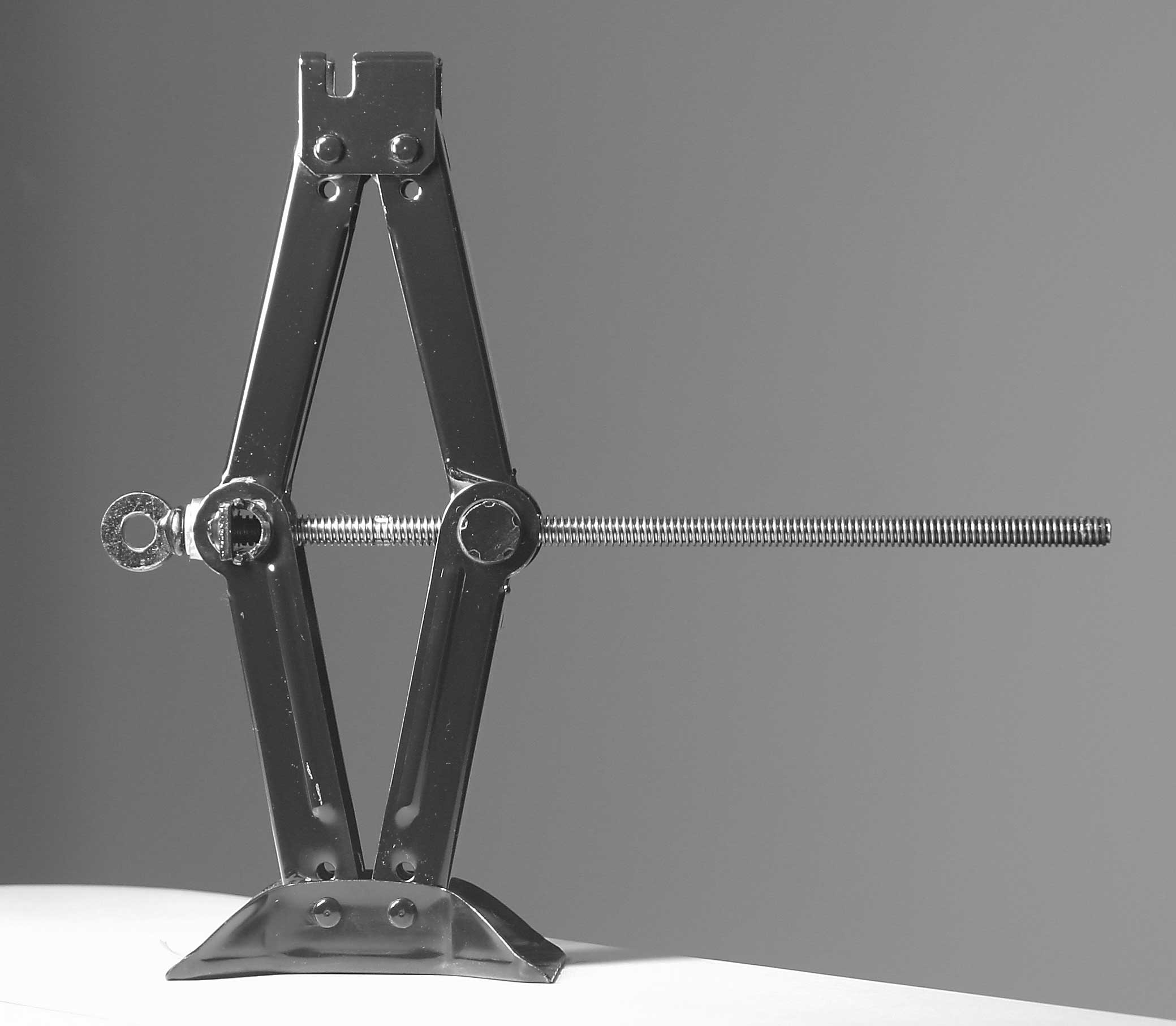
縮放式螺旋千斤頂是「剪式千斤頂」的組成部分，是最簡單的汽車千斤頂之一。

縮放式螺旋千斤頂通常使用機械優勢來允許人類僅通過手動力來提升車輛。右側顯示的千斤頂是為現代車輛製造的，凹槽適合一體式車身的“硬點”。早期版本有一個平台可以升起車輛的車架或車軸。
電動汽車縮放式螺旋千斤頂由直接從汽車點煙器插座提供的12伏電力供電。電能用於為這些汽車千斤頂提供動力以自動升降。電動千斤頂駕駛員比較可以輕鬆操作。

## 液壓千斤頂
1838，威廉·約瑟夫·柯蒂斯申請了英國專利的液壓千斤頂。
1851年，發明家 Richard Dudgeon 獲得了“便攜式液壓機”的專利 - 液壓千斤頂，這種千斤頂被證明遠遠優於當時使用的螺旋千斤頂。
液壓千斤頂通常用於車間作業，而不是用作車輛攜帶的緊急千斤頂。在特定車輛上使用的千斤頂的使用比在選擇地面條件、車輛上的頂昇點時需要更多的注意，並且當千斤頂伸出時確保穩定性。液壓千斤頂常常被用來提升中低高層建築電梯。
液壓千斤頂使用的液體是不可壓縮的，通過泵柱塞強迫進入氣缸。使用油是因為它具有自潤滑性和穩定性。當柱塞向後拉回時，它通過抽吸止回閥將油從儲油罐中抽吸到泵腔中。當柱塞向前移動時，它通過一個排放止回閥進入氣缸推油。吸入閥球位於腔室內並隨著柱塞的每次抽吸而打開。 排出閥球位於腔室外部，當油被推入氣缸時打開。此時，吸入室內的球被迫關閉，油壓在氣缸內形成。
在千斤頂一個水平活塞推動一個雙臂曲柄的短端，長臂向一個提升墊提供垂直運動，與水平連桿保持水平。落地千斤頂通常包括腳輪和輪子，可以補償升降墊所承受的弧度。該機構在折疊時提供低輪廓，以便在車輛下方容易操縱，同時允許相當大的延伸。 

### 瓶式千斤頂
瓶式千斤頂 是一個類似於瓶子形狀的千斤頂，具有圓柱形主體和頸部。內部是一個垂直升降滑枕，頂部有一個固定支撐墊。千斤頂可以是液壓的，也可以是螺旋作用的。在液壓裝置中，液壓油缸通過泵在底板上或通過壓力軟管在遠程位置提供的液壓垂直地從閥體中排出。 用單個動作活塞升降範圍受到一定限制，所以其用於提升車輛的使用僅限於那些具有相對高的間隙。對於諸如房屋的提升結構，通過閥門的多個垂直千斤頂的液壓互連能够使力均勻分佈，同時能够實現對升降機的嚴密控制。螺旋式千斤頂通過轉動一個大螺母在機身頸部的螺紋垂直柱塞上運行。螺母具有齒輪齒並通過插入主體的錐齒輪轉動，錐齒輪通過裝配到方形插座中的千斤頂手柄手動轉動。壓頭可以在其內部具有第二螺紋壓頭，其可伸縮地使提升範圍加倍。
瓶式千斤頂的容量可達50噸，可用於提升各種物體。典型用途包括修理汽車和房屋基礎。 較大的重型型號可稱為“桶式千斤頂”。
這種類型的千斤頂最適用於短垂直升降機。當需要較大的仰角時，可以使用塊來重複操作。

## 氣動千斤頂

### 氣動液壓千斤頂
氣動液壓千斤頂是受壓縮空氣致動的液壓千斤頂，例如來自壓縮機的空氣- 代替人的工作。這消除了用戶驅動液壓機構的需要，從而節省了工作量並且可能增加速度。有時，這樣的千斤頂也能夠通過常規液壓致動方法操作，從而保持功能性，即使壓縮空氣源不可用。

### 充氣千斤頂

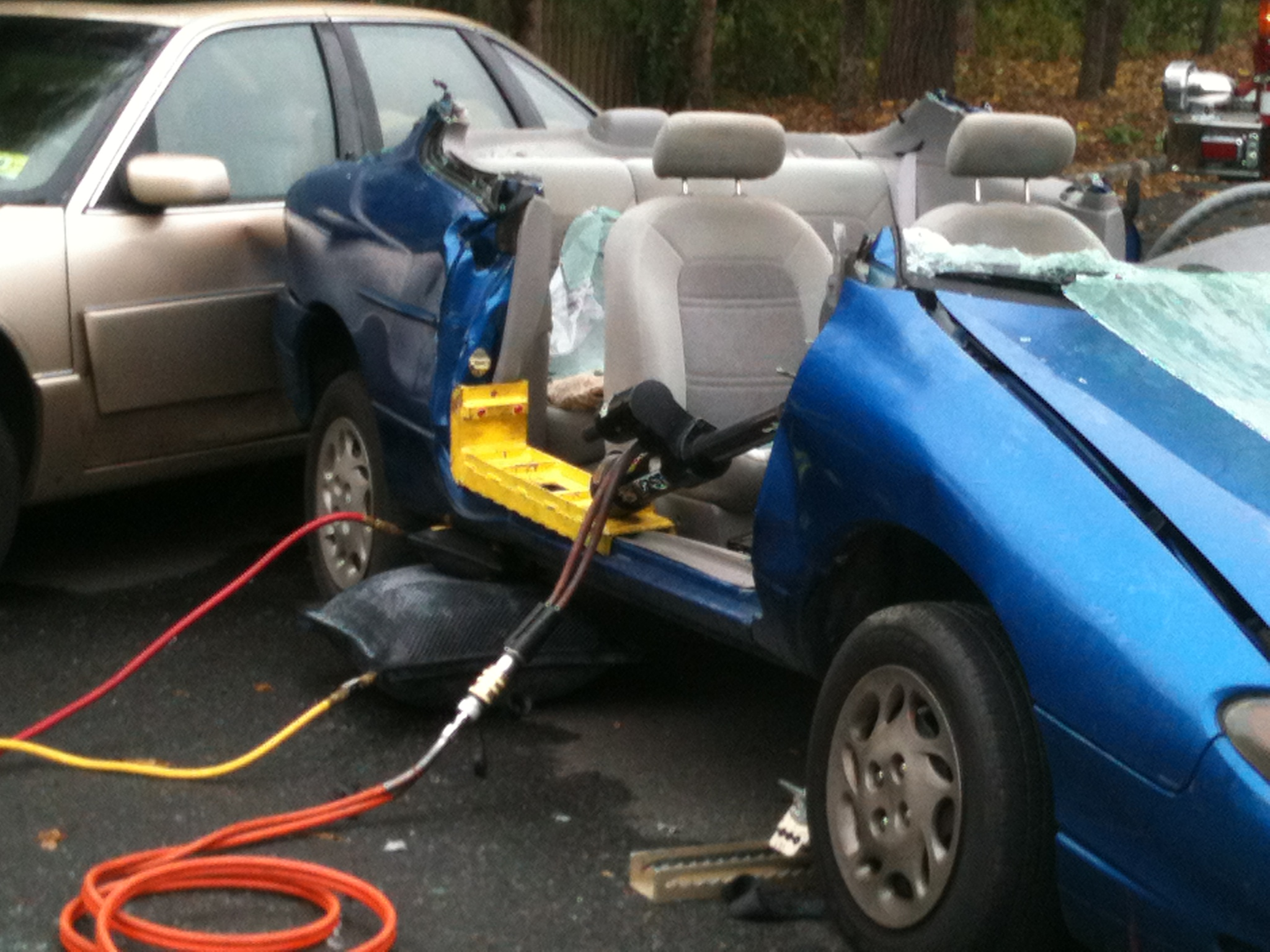
使用兩個堆疊氣袋提升汽車後部的論證

充氣千斤頂，是一個氣囊，由壓縮空氣（沒有液壓元件）充氣，以提升物體。 袋子可以放氣以便以後重複使用。 物體可以是較小的載荷，例如汽車或者它可以是一個更大的物體，比如飛機。
救援人員還使用氣囊將重物抬起，以幫助被困在這些物體下的受害者。有三種主要類型的救援提升袋：高壓、中壓和低壓系統。低壓袋在7.25磅的壓力下運行，可在較大的表面積內實現高垂直升力，但提升能力較低。中壓袋在15磅的壓力下運行。具有較高提升能力的高壓袋在90至145磅的壓力下操作。兩個氣囊可以堆疊在一起，以提供更高的升力。建議在不超過兩個袋可在堆疊配置中使用，較大的袋子必須是底部的袋子，並且堆疊袋子之間不能插入其他物體。不正確使用的堆放的袋子可能會導致一個袋子（或其他物體）被射出，產生危險的拋射物。

## 鋼絞線千斤頂
鋼絞線千斤頂是一種專用液壓千斤頂，用於夾緊鋼纜; 通常用於音樂會，鋼絞線千斤頂可以提升數百噸，用於工程和建築。

## 農用千斤頂

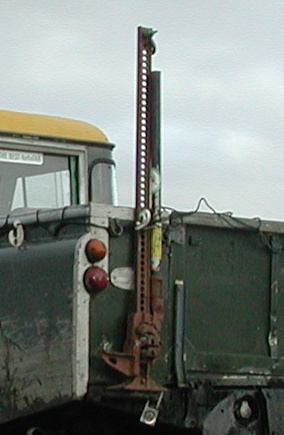
連接到車輛的農場千斤頂

農場千斤頂也被稱為鐵路千斤頂，發明於1905年。它由一個沿其長度方向具有一系列等間距孔的鋼樑和一個手動機構組成，該手動機構可以通過使用一對攀爬銷從樑的一端移動到另一端。農場千斤頂的典型尺寸為4英尺（1.2）、5英尺（1.5）和6英尺（1.8）指的是樑的長度。
千斤頂的多功能性源自其應用等起重，絞盤，夾緊，推拉使用造成的。這是多功能性，連同它提供的長途旅行及其相對便攜性，這使農場千斤頂越來越受到越野車司機的歡迎。

## 安全標準
已經制定了國家和國際標準，以標準千斤頂和其他起重設備的安全性和性能要求。標準的選擇是購買者和製造商之間的協議，並且在插孔的設計中具有一些重要性。在美國，ASME制定了2014年最新修訂的便攜式汽車維修設備安全標準，包括液壓手動千斤頂，變速器千斤頂，緊急輪胎更換千斤頂，服務千斤頂，叉車千斤頂和其他起重設備的要求。

### 書目
- 《千斤頂設計實務》，賴耿陽 著，復漢出版社，1996年4月，ISBN 957-749-089-1

## 外部連結
- How to Jack up a Vehicle Safely.